# Mačevanje na OI 1904.
Mačevanje na OI 1904. u St. Louisu održavalo se od 7. rujna do 8. rujna. Održano je u pet disciplina: floret pojedinačno i momčadski, mač pojedinačno, sablja pojedinačno i singlestick. Sudjelovalo je 11 natjecatelja iz 3 zemlje.

## Države sudionice
11 natjecatelja iz tri države natjecala su se na Olimpijskim igrama u St. Louisu:
- Kuba (2)*
- Njemačka (1)
- SAD (8)

* Samo su Díaz i Fonst računati kao kubanci, dok su Van Zo Post i Tatham računati kao Amerikanci.

## Natjecanje
| Disciplina         | Zlato                                                             | Srebro                                     | Bronca                |       |
| Floret pojedinačno | Ramón Fonst                                                       | Albertson Van Zo Post                      | Charles Tatham        |       |
| Floret momčadski   | Mješoviti tim (ZZX) Ramón Fonst Albertson Van Zo Post Manuel Díaz | Charles Tatham Charles Townsend Arthur Fox | Nitko                 | Nitko |
| Mač pojedinačno    | Ramón Fonst                                                       | Charles Tatham                             | Albertson Van Zo Post |       |
| Sablja pojedinačno | Manuel Díaz                                                       | William Grebe                              | Albertson Van Zo Post |       |
| Singlestick        | Albertson Van Zo Post                                             | William O'Connor                           | William Grebe         |       |

1. 1 2 3 4 5  Rezultati MOO-a pokazuju da je Albertson Van Zo Post Kubanac iako je on Amerikanac.
2. 1 2 3  Rezultati MOO-a pokazuju da je Charles Tatham Kubanac u pojedinačnom natjecanju i Amerikanac u momčadskom natjecanju.
3. ↑  Rezultati MOO-a pokazuju da je ova momčad sastavljena od mačevalac iz Kube i SAD-a, ali su svi navedeni kao Kubanci u pojedinačnim natjecanjima, iako je Van Zo Post Amerikanac

## Medalje
MOO broji da su jedna zlatna, jedna srebrna i dvije brončane medalje, koje je osvojio amerikanac Van Zo Post, osvojene za Kubu umjesto za SAD. Srebrna i brončana medalja, koje je osvojio amerikanac Tatham, također se računaju za Kubu umjesto za SAD.
| Br. | Država        | Zlato | Srebro | Bronca | Ukupno |
| 1.  | Kuba          | 4     | 2      | 3      | 9      |
| 2.  | SAD           | 0     | 3      | 1      | 4      |
| 3.  | Mješoviti tim | 1     | 0      | 0      | 1      |